# دهستان بزینه‌رود
بزینه رود، دهستانی است از توابع بخش بزینه‌رود شهرستان خدابنده در استان زنجان ایران.

## جمعیت
براساس سرشماری سال ۱۳۸۵ جمعیت آن ۲۹۶۵۳ نفر (5300 خانوار) بوده‌است.